# Чемпионат Европы по борьбе 1998
В 1998 году чемпионат Европы по греко-римской борьбе проходил в Минске (Белоруссия), чемпионаты Европы по вольной борьбе среди мужчин и женщин в Братиславе (Словакия).

## Медалисты

### Греко-римская борьба (мужчины)
| Категория | Золото                       | Серебро                       | Бронза                      |
| --------- | ---------------------------- | ----------------------------- | --------------------------- |
| до 54 кг  | Борис Амбарцумов (Россия)    | Натик Эйвазов (Азербайджан)   | Мариан Санду (Румыния)      |
| до 58 кг  | Армен Назарян (Болгария)     | Рафик Симонян (Россия)        | Игорь Петренко (Белоруссия) |
| до 63 кг  | Шереф Эроглу (Турция)        | Николай Монов (Россия)        | Олег Литвиненко (Украина)   |
| до 69 кг  | Александр Третьяков (Россия) | Владимир Копытов (Белоруссия) | Адам Юрецко (Германия)      |
| до 76 кг  | Мурат Карданов (Россия)      | Хвича Бичинашвили (Грузия)    | Назми Авлуджа (Турция)      |
| до 85 кг  | Хамза Ерликая (Турция)       | Сергей Цвир (Россия)          | Мартин Лидберг (Швеция)     |
| до 97 кг  | Сергей Лиштван (Белоруссия)  | Микаэль Юнгберг (Швеция)      | Хаккы Башар (Турция)        |
| до 130 кг | Александр Карелин (Россия)   | Георгий Салдадзе (Украина)    | Сергей Мурейко (Болгария)   |

### Вольная борьба (мужчины)
| Категория | Золото                        | Серебро                     | Бронза                       |
| --------- | ----------------------------- | --------------------------- | ---------------------------- |
| до 54 кг  | Александр Захарук (Украина)   | Герман Контоев (Белоруссия) | Амиран Карданов (Греция)     |
| до 58 кг  | Давид Погосян (Грузия)        | Мурад Умаханов (Россия)     | Евгений Буслович (Украина)   |
| до 63 кг  | Серафим Бырзаков (Болгария)   | Сергей Смаль (Белоруссия)   | Эльбрус Тедеев (Украина)     |
| до 69 кг  | Юксель Шанлы (Турция)         | Заза Зозиров (Украина)      | Велихан Алахвердиев (Россия) |
| до 76 кг  | Александр Лайпольд (Германия) | Араик Геворгян (Армения)    | Адам Сайтиев (Россия)        |
| до 85 кг  | Бувайсар Сайтиев (Россия)     | Давид Бичинашвили (Украина) | Йозеф Логиня (Словакия)      |
| до 97 кг  | Эльдар Куртанидзе (Грузия)    | Марек Гармулевич (Польша)   | Автадил Ксантопулос (Греция) |
| до 130 кг | Айдын Полатчи (Турция)        | Милан Мазац (Словакия)      | Давид Мусульбес (Россия)     |

### Вольная борьба (женщины)
| Категория | Золото                    | Серебро                       | Бронза                       |
| --------- | ------------------------- | ----------------------------- | ---------------------------- |
| до 46 кг  | Инга Карамчакова (Россия) | Мете Барли (Норвегия)         | Фара Туши (Франция)          |
| до 51 кг  | Елена Егошина (Россия)    | Таня Заутер (Германия)        | Анжелик Бертене (Франция)    |
| до 56 кг  | Анна Гомис (Франция)      | Сара Эрикссон (Швеция)        | Дилетта Джампикколо (Италия) |
| до 62 кг  | Никола Хартман (Австрия)  | Штефани Гросс (Германия)      | Лене Онес (Норвегия)         |
| до 68 кг  | Эвелина Прушко (Польша)   | Галина Иванова (Болгария)     | Эльмира Курбанова (Россия)   |
| до 75 кг  | Нина Энглих (Германия)    | Татьяна Комарницкая (Украина) | Моника Ковальска (Польша)    |